# Археанасса
Археанасса (грец. Ἀρχεάνασσα, Ἀρχαιάνασσα) — давньогрецька гетера, уродженка міста Колофон у Малій Азії. Жила в Афінах у кінці 5 століття до нашої ери.
Згідно з біографічними відомостями про Платона, філософ у молодому віці був сильно закоханий у Археанассу і присвятив їй одну зі своїх епіграм. Повний текст цієї епіграми наводять Діоген Лаертський у своїй біографії Платона та Афіней у тринадцятому томі своїх «Бенкетуючих софістів».
Ідентичний вірш цитується і у Палатинській антології. Наведена там епіграма так само стосується Археанасси, але авторство приписується Асклепіаду, а не Платону.